# Musculi constrictores pharyngis

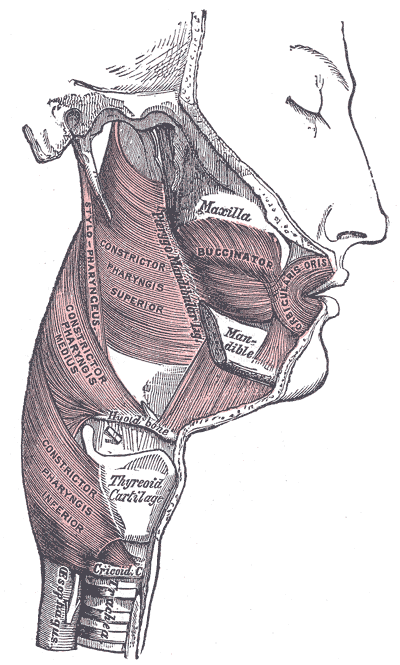
Die drei Musculi constrictores pharyngis

Als Musculi constrictores pharyngis, zu deutsch Schlundschnürer werden drei Muskeln im Rachenbereich bezeichnet, die beim Schluckakt eine wesentliche Rolle spielen:
- Musculus constrictor pharyngis superior, der obere Schlundschnürer
- Musculus constrictor pharyngis medius, der mittlere Schlundschnürer
- Musculus constrictor pharyngis inferior, der untere Schlundschnürer, auch Musculus cricopharyngeus bezeichnet

Die Schlundschnürer sind sogenannt „falsch dachziegelartig“ angeordnet, indem der nächstuntere Muskel den nächsthöheren Muskel außen umfasst.
Die Innervation erfolgt durch die Hirnnerven IX und X.